# Баталин, Юрий Петрович
Ю́рий Петро́вич Бата́лин (28 июля 1927, дер. Калканово, Учалинский район, Башкирская АССР — 22 июля 2013, Москва, Россия) — советский хозяйственный и государственный деятель. Депутат Совета Национальностей Верховного Совета СССР 11 созыва от Литовской ССР. Член ЦК КПСС (1986—1990). Академик Российской инженерной академии и Международной инженерной академии.

## Биография
Окончил Уральский политехнический институт им. С. М. Кирова по специальности «Промышленное и гражданское строительство», инженер-строитель (1950). Член КПСС с 1956. Кандидат технических наук (1984). Русский.

### Производственная деятельность
- С 1950 работал в тресте «Башуглеразрезстрой»: вначале прорабом, с 1952 начальником участка..
- С 1957 — главный инженер треста «Башуглеразрезстрой».
- С 1958 — главный инженер треста «Башнефтепромстрой».
- С 1962 — управляющий трестом «Башнефтепромстрой».
- С 1965 — главный инженер — первый заместитель начальника «Главтюменнефтегазстроя» (стал главным инженером сразу же после создания главка).

### В органах власти
- С 1970 — заместитель министра газовой промышленности СССР.
- С 1972 — заместитель министра строительства предприятий нефтяной и газовой промышленности СССР.
- С 1973 — первый заместитель министра строительства предприятий нефтяной и газовой промышленности СССР.
- В апреле 1983 — декабре 1985 — Председатель Государственного комитета СССР по труду и социальным вопросам.
- В декабре 1985 — июне 1989 — заместитель Председателя Совета Министров СССР.
- В августе 1986 — июне 1989, одновременно, Председатель Государственного строительного комитета СССР. Особое внимание уделял жилищному строительству, новым видам строительных материалов, развитию материально-технической базы строительства. Его первым заместителем после своего снятия с поста 1-го секретаря МГК КПСС был Б. Н. Ельцин.

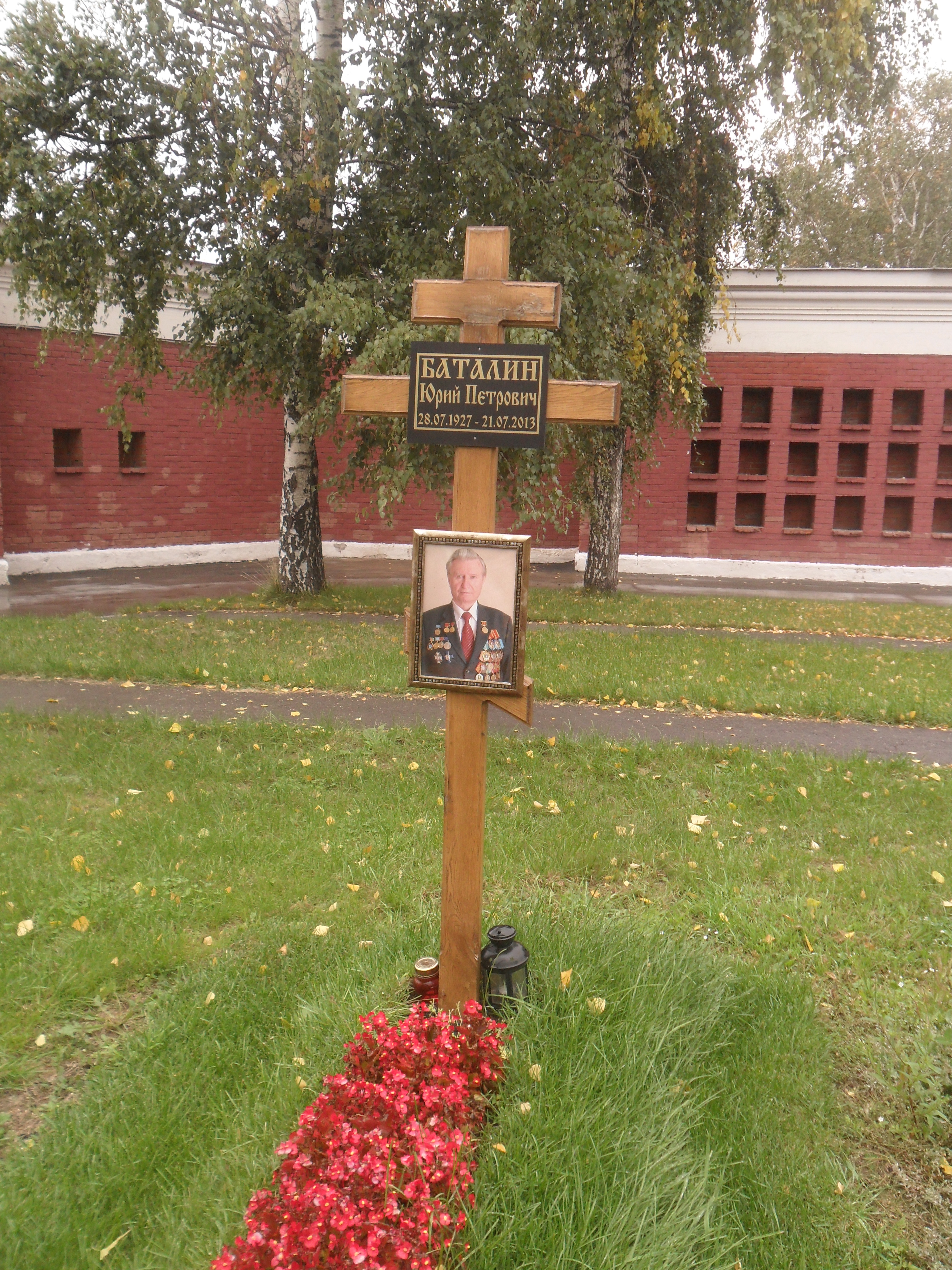
Могила Юрия Баталина

Участвовал в ликвидации последствий аварии на Чернобыльской АЭС (1986, проектирование и строительство саркофага на 4-м блоке АЭС), землетрясения в Армении (1988).

### На пенсии
- В 1989—1990 — профессор кафедры управления строительством Института повышения квалификации специалистов-строителей Госстроя СССР.
- Один из инициаторов создания Инженерной академии СССР (1990), преобразованной затем в Российскую и Международную инженерные академии, вице-президент РИА (1990). В 2001 переизбран Вице-Президентом Российской инженерной академии. Член президиума Российской инженерной академии[2].
- С 1995, одновременно, старший советник Президента ОАО «Стройтрансгаз».
- С мая 2002 — Президент Союза нефтегазостроителей (РОССНГС). Заместитель председателя попечительского совета Фонда ветеранов нефтегазового строительства.

Похоронен на Новодевичьем кладбище.

## Награды
- Орден Дружбы (20 октября 1999) — за заслуги перед государством, высокие достижения в производственной деятельности и большой вклад в укрепление дружбы и сотрудничества между народами[3]
- два ордена Ленина (1973, 1987)
- три ордена Трудового Красного Знамени (1967, 1971, 1977)
- Орден «Знак Почёта» (1957)
- Медаль Анании Ширакаци (6 декабря] 2008, Армения) — за значительный вклад в ликвидацию последствий катастрофического землетрясения, произошедшего в Армении в 1988 году, оказание гуманитарной помощи пострадавшим и организацию реабилитационных работ[4]
- Лауреат Ленинской премии (1980)
- Лауреат Премии Совета Министров СССР (1974)
- Лауреат международной премии им. Фритьофа Нансена, премии Международной инженерной академии, дважды лауреат премии им. академика И. М. Губкина.
- Почётная грамота Правительства Российской Федерации (24 июля 1997) — за заслуги перед государством в деле развития отечественной материально-технической базы строительства, создания Западно-Сибирского нефтегазового комплекса и в связи с 70-летием со дня рождения[5]
- Благодарность Президента Российской Федерации (11 мая 2000) — за многолетний плодотворный труд в области строительства и в связи с 50-летием со дня образования Госстроя России[6]

## Труды
- Организация строительства магистральных трубопроводов. М., 1980;
- Индустриализация строительства объектов нефтяной и газовой промышленности. М., 1985;
- Справочник по комплектно-блочному методу строительства. М., 1986.

## Публикации
- Баталин Ю. П. Что может дать шельф арктических морей для развития экономики России Межотраслевой альманах «Деловая слава России» № 5, 2008 г.  (недоступная ссылка)
- Баталин Ю. П. Что может дать шельф арктических морей для развития экономики России (продолжение темы) Межотраслевой альманах «Деловая слава России» № 5, 2008 г.  (недоступная ссылка)